# Santo Tomé megye
Santo Tomé egy megye Argentínában, Corrientes tartományban. A megye székhelye Santo Tomé.

## Települések
Önkormányzatok és települések (Municipios y comunas)
- Garruchos
- Gobernador Virasoro
- José Rafael Gómez
- Santo Tomé